# Rodovia Adalberto Panzan
A rodovia Adalberto Panzan (oficialmente SPI-102/330) está localizada em Campinas, tem 7,44 quilômetros de extensão e é um acesso entre o km 102 da Rodovia Anhanguera e o km 95 da Rodovia dos Bandeirantes, ou seja, é a interligação das rodovias Anhanguera e Bandeirantes na região de Campinas. Este trecho foi o final da Rodovia dos Bandeirantes até a construção do prolongamento.
Esta rodovia está em regime de concessão pela AutoBan.